# فرودگاه نامیبه
فرودگاه نامیبه (به انگلیسی: Namibe Airport) (به زبان بومی: Aeroporto de Namibe) یک فرودگاه همگانی و نظامی با کد یاتا MSZ است که یک باند فرود آسفالت دارد و طول باند آن ۲۵۰۰ متر است. این فرودگاه در کشور آنگولا قرار دارد و در ارتفاع ۶۴ متری از سطح دریا واقع شده‌است.